# Topònims de Segan
Llistat de topònims del territori de l'antiga caseria de Segan, de l'antic terme municipal d'Hortoneda de la Conca, actualment integrat en el de Conca de Dalt, del Pallars Jussà, presents a la Viquipèdia.

## Edificis
- Borda de Montaner.

### Esglésies

#### Romàniques
- Sant Cristòfol de Montpedrós

## Geografia

### Clots
| - Clot del Tura | - Els Clots |  |  |

### Corrents d'aigua
| - Llau de la Castellana - Llau del Graller | - Llau del Grau - Llau de Lleixier | - Llau de la Mitgenca | - Llau de Segan |

### Costes
| - Les Costes | - Les Costes des Garrigues |  |  |

### Diversos
| - Bony del Cumó | - Los Cóms | - Era del Comú |  |

### Entitats de població
- Segan

### Feixancs
- Feixanc de Montpedrós

### Muntanyes
| - La Cogulla | - Bony dels Clots | - Montpedrós | - Cap de Roc del Graller |

### Obagues
| - Obaga de Montpedrós | - Obaga del Serrat de Segan |  |  |

### Roques
| - Roc de Caminal | - Roc de Montpedrós | - Roc de Sant Cristòfol |  |

### Serres
| - Serrat de l'Agranador - Serrat dels Boix de la Serra | - Serrat de les Boixegueres - Serra de Boumort | - Serrat de Segan | - Serra de la Travessa |

### Solanes
| - Solana de la Font de Montsor - Solana del Graller | - Solana de Montpedrós | - Solana del Roc Redó | - Solana de Segan |

### Vies de comunicació
- Camí de les Bordes de Segan